# Рений
Реният (на латински: Rhenium), Re, е химичен елемент с пореден номер 75 в периодичната система. Член е на 7-а група, 6-и период. Той е много рядък сребристобял, тежък, поливалентен метал. Открит е 1925 г. от Валтер Нодак и Ида Таке.

## История
Реният е един от последните открити елементи, съществуващи в природата, и последният, притежаващ стабилен изотоп. Съществуването му е предречено от Менделеев. Поради ниската разпространеност на съседните му W и Os, които са с четни поредни номера, 75-ият елемент трябва да е още по-рядък. Многократните усилия на учените да изолират елемента винаги били неуспешни.
През 1922 г. немските химици Валтер Нодак и Еда Таке започват сериозни и систематични изследвания за откриването на неизвестния елемент. В началото те определят главните свойства, които би могъл да притежава елементът. Първоначално те изследвали платиновата група, но поради високата ѝ цена скоро преминават на руди на редкоземни елементи като гадолинит, колмбит и др. След тригодишна работа на около 1600 образеца и с помощта на Ото Берг, през 1925 г. те наблюдават серия от пет рентгенови линии на 75-ият елемент.
Изследователите нарекли новия елемент рениум със знак Re, в чест на латинското название на река Рейн и Рейнската провинция на Германия – родното място на Таке, която станала съпруга на Валтер Нодак.

## Разпространение
Реният е типичен преходен метал и е силно разсеян в природата. Намира се на 78-о място по разпространение сред елементите, като съдържанието му в земната кора е около 4×10-8%. Той не образува самостоятелни минерали, но се среща в колумбита, танталита, циркона, минералите на редкоземните елементи, молибдените и медните сулфиди.

## Физични свойства
Реният е сребристобял и много твърд метал. Кристализира в хексагонална обемноцентрична решетка. Със своята плътност от 21,02 g/cm3, той се нарежда на четвърто място сред елементите, след Os, Ir и Pt. Топи се при 3186 °C, трети след C и W и кипи при 5596 °C.

### Изотопи
В природата реният е смес от два изотопа – 185Re и 187Re. Рений-187 има слаба β--радиоакитвност с период на полуразпад над възрастта на земята, поради което се счита за относително стабилен. Изследвани са 33 радиоактивни изотопа с А от 160 до 194.
Реакцията {\displaystyle \mathrm {{^{187}Re}\longrightarrow {^{187}Os}} +\beta ^{-}+{\bar {\nu }}} може да се използва за радиоактивно датиране на астероиди.

## Химични свойства
Реният е преходен метал от 7-а група, 6-и период. Има електронния строеж KLMN5s25p55d56s2 – добвя се 5d-електрон в сравнение с волфрама. Образува съединения във всички степени на окисление между -1 и +7, като най-стабилни са +3, +4, +5 и +7. Като слаб метал, той е по-инертен от мангана.
Компактинят рений е устойчив на въздуха при обикновени температури. Над 300 °C образува оксидите ReO3 и Re2O7, а интензивно се окислява над 600 °C. На влажен въздух бавно се окислява до HReO4.
Не реагира директно с азота и кислорода. Праховият рений адсорбира водород. При нагряване взаимодейства с F, Cl и Br, но не и с I. Реният е единственият метал, образуващ стабилен хептафлуорид (ReF7).
Почти не се разтваря в солна и Флуороводородна киселина. Реагира слабо с концентрирани сярна и азотна киселина при нагряване:
{\displaystyle {\begin{array}{lcl}{\ce {3Re + 7HNO3 -> 3HReO4 + 2NO + 2H2O}}\\{\ce {2Re + 7H2SO4 -> 2HReO4 + 7SO2 + 6H2O}}\end{array}}}
Образува амалгама с живака и е устойчив на разтопени Sn, Zn, Ag, Cu, Bi, но се разтваря слабо в Al и Ni.

## Съединения

### Халогениди и оксохалогениди
| СО | флуориди         | хлориди              | бромиди                | йодиди                 |
| -- | ---------------- | -------------------- | ---------------------- | ---------------------- |
| +3 | –                | [ReCl3]3 тъмночервен | [ReBr3]3 червено-кафяв | [ReI3]3 блестящо черен |
| +4 | ReF4 син         | ReCl4 моравочервен   | ReBr4                  | ReI4                   |
| +5 | ReF5 жълто-зелен | ReCl5 кафяво-черен   | ReBr5 тъмнокафяв       | –                      |
| +6 | ReF6 жълт        | ReCl6 червен         | –                      | –                      |
| +7 | ReF7 жълт        | –                    | –                      | –                      |

Трихалогенидите се получават чрез термична дисоциация на по-висши халогениди. Те са твърди, тримерни триъгълни клъстери с триъгълник от ковалентно свързани рениеви атоми. От тетрахалогенидите най-добре е изучен ReCl4, който се получава при загряване на ReCl5 и [ReCl3]3. Смята се, че има връзки между рениевите атоми. Висшите халогениди се получават чрез директен синтез при подходящи температура и налягане. Те са летливи вещества с молекулна кристална решетка, които хидролизират и се диспорпорционират при заграване:
{\displaystyle {\begin{array}{lcl}{\ce {3ReCl5 + 8H2O -> HReO4 + 2ReO2 + 15HCl}}\\{\ce {2ReF5}}\xrightarrow {\mathrm {T} } {\ce {ReF4 + ReF6}}\end{array}}}.
Познати са оксохалогениди със състав ReOX3, ReOX4, ReO3X и ReO2X3. Те са по-стабилни от аналогичните халогениди и хидролизират с диспропорциониране.

### Оксиди и хидроксиди
При рения са познати четири оксида – ReO2, Re2O5, ReO3, Re2O7. Диоксидът се получава при редукция на перренатни йони (ReO4-). ReO3 е единственият оксид от +6 степен на окисление в групата и се получава при редукция на Re2O7. Той е червен и има метален блясък. Може да образува ренати (ReO42-), които са тъмнозелени кристалохидрати. Re2O7 е нискотопим жълт прах и хидролизира до перрениева киселина, HReO4 и подобно на перйодната киселина координира две молекули вода до H3ReO5. Известни са перренати на множество метали.

## Производство
Реният не се намира свободно в природата, но се съдържа в много малки количества в минерала гадолинит и в концентрация до 0,2% в минерала молибденит. Основните суровинни източници с индустриално значение са Re–Mo концентрати, където е до 0,01 – 0,02% и в медно-сулфидни руди (до 0,002 – 0,0035% Re). При нагряване и окисление на молибденовите руди при 550 – 650 °C, реният се увелича 50 – 95% с отделените газове във вид на летливия Re2O7. Металът се извлича от остатъчния прах с воден разтвор на окислител, например MnO2 или се превръща в NH4ReO4, който чрез редукция с H2 отделя чист метал. И двата случая реният е под формата на прах и се обработва по методите на праховата металургия.
Световният добив на рений през 2008 г. възлиза на 57 тона. Най-големият производител е чилийската компания Molymet.

## Употреба
По-голямата част от производството на рений е за платинено-рениевите катализатори в нефтохимията, които са необходими за получаването на безоловен и високооктанов бензин. Реният е компонент във високотемпературни суперсплави, които се ползват при построяването на части за самолетни двигатели с работоспособност до 2000 °C на основата на W–Mo, Ni и Cr. Друго приложение на този елемент е използването му в светкавиците на фотоапаратите.
От метала се правят електрически контакти, тъй като Re2O7, който се образува при искренето, е летлив и опвърхността на контакта остава чиста. Термодвойки Pt–Re Mo–Re и W–Re могат са измерват температури до 2200 °C.

## Техника на безпасност
Рениевите съединения са слабо токсични. Във вид на прах не е токсичен, но при вдишване довежда до слаби промени в тъканите.